# 이주형 (서예가)
이주형(李周炯, 1962년 5월 6일 ~ )은 대한민국의 서예가이다. 성균관대학교 대학원에서 광개토대왕비의 비문자에 대한 연구로 세계최초로 철학박사학위를 취득하였고, 경기대학교 미술디자인 대학원의 대우교수로 재직하고 있다. 호는 송민(松民)이다.
대한민국미술대전 서예부문 초대작가로 활동하고 있으며, 2004년 프랑스 잇씨레물리노 앙드레 상티니시장으로부터 초대를 받아 프랑스에서 전시를 한 바 있으며, MBC 드라마 《허준》, 《대장금》, 《주몽》, 《이산》, 《선덕여왕》등을 비롯하여, KBS의 《황진이》, 《쾌도홍길동》, 그리고 SBS의 《서동요》, 《연개소문》, 《왕과 나》, 《일지매》, 《바람의 화원》, 《압록강은 흐른다》등의 서예자문위원으로 활동하였다. 현재는 《계백》, 《뿌리깊은 나무》등에서 서예자문역할을 하고 있다. 